# Dolce I di León
Dolce Alfonso, chiamata anche Aldonza. Dulce in spagnolo, in asturiano, in aragonese, in portoghese e in galiziano, Dolça, in catalano e Dulze in basco (1194 circa – Lorvão, dopo il 1243), fu regina de jure di León assieme alla sorella Sancha II nel 1230.

## Origine
Secondo il Roderici Toletani Archiepiscopi De Rebus Hispaniæ Dolce era la figlia terzogenita del re di León Alfonso IX e di Teresa del Portogallo, che secondo il Nobiliario del Conde de Barcelos Don Pedro, Hijo del Rey Don Dionisio, Teresa era la figlia femmina primogenita del re del Portogallo Sancho I e di Dolce di Barcellona(1160-1198), che secondo la Corónicas" Navarras, era figlia del conte di Barcellona Raimondo Berengario IV e della regina di Aragona Petronilla.  
Secondo il Chronicon Conimbricensi, Alfonso era figlio del re di León Ferdinando II e di Urraca del Portogallo (mense Februario hora tertia in die Ascensionis Domini nauti est Rex Alfonsus filius Regis Fernandi et Dñæ Orace Reginæ), che secondo il Roderici Toletani Archiepiscopi De Rebus Hispaniæ era la terza figlia del re del Portogallo Alfonso I e della principessa Mafalda di Savoia (1125-1158), figlia del settimo Conte di Savoia e Conte d'Aosta e di Moriana, quegli che sarebbe stato il primo ad assumere ufficialmente il titolo di Conte di Savoia, Amedeo III, e di Adelaide, di cui non si conoscono gli ascendenti (alcune fonti identificano la madre di Mafalda nella seconda consorte di Amedeo, Mahaut d'Albon)..

## Biografia
Il 15 febbraio del 1191, a Guimarães, come riporta il Roderici Toletani Archiepiscopi De Rebus Hispaniæ, i suoi genitori si erano sposati, pur essendo consanguinei (Rex…Sancius…alias filia Tarasiam nomine, quam Aldefonso Regi Legionensi fuit incestuoso contubernio copulata), senza la dispensa papale, per cui il papa Celestino III, a causa di questo matrimonio aveva scomunicato i sovrani del León, aveva lanciato l'interdetto sul regno di León, e, nel 1194, aveva minacciato di dichiarare illegittimi i figli della coppia, Ferdinando, Dolce e Sancha, come riporta il Diccionario biográfico español, Real Academia de la Historia. Così, nel 1195, i due coniugi si dovettero separare, allegando un accordo di separazione al Trattato di Tordehumos, del 1194 e la madre, Teresa, dovette rientrare in Portogallo, coi due figli minori, Ferdinando e Dolce.
Nel 1198, il matrimonio fu annullato, per consanguineità, e sua madre, Teresa, nel 1200, si ritirò in convento a Lorvão.

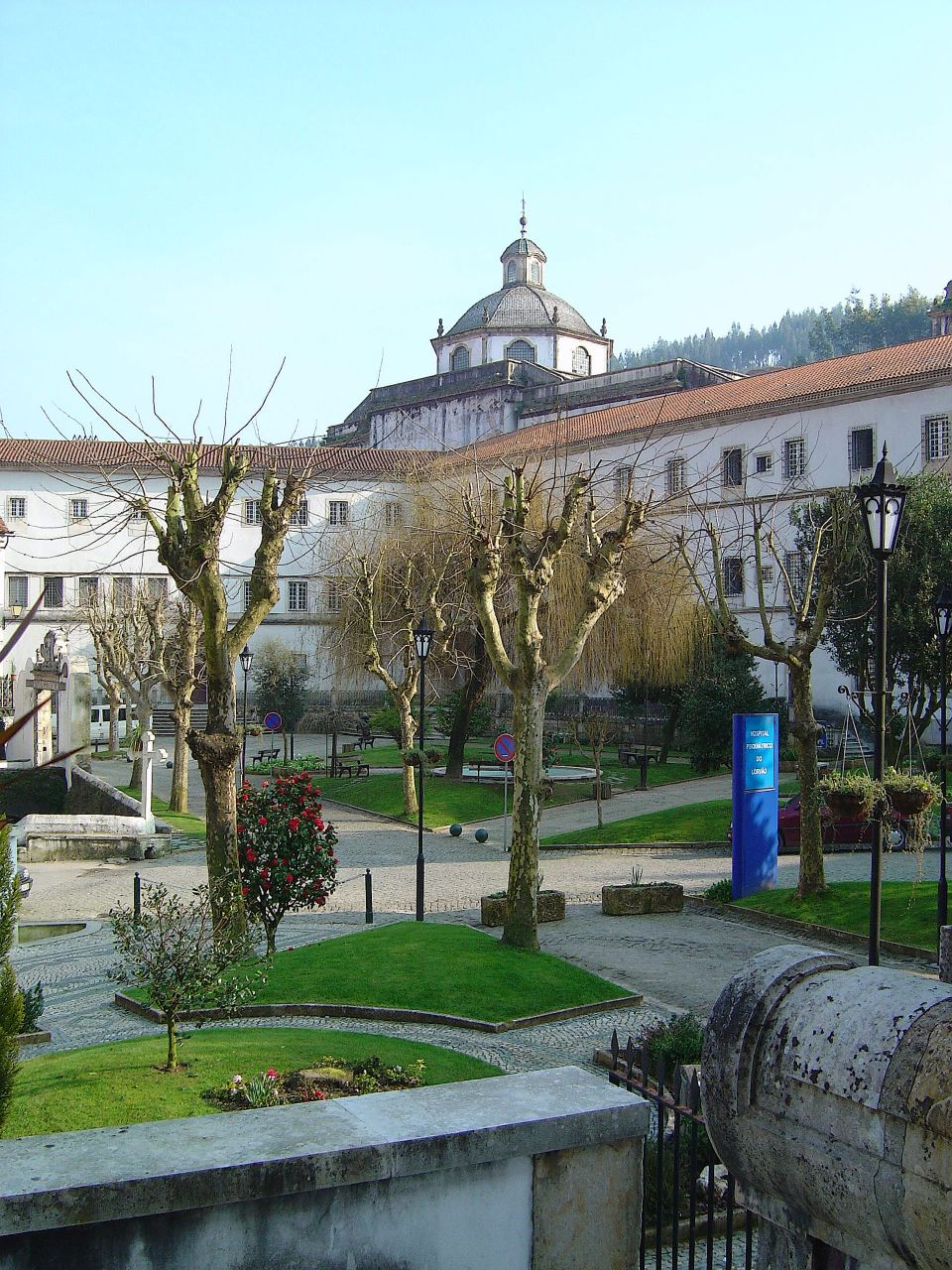
Monastero di Lorvão

Verso la metà del dicembre del 1197, come riporta il Chronicon de Cardeña, suo padre Alfonso IX si era sposato, in seconde nozze, con la cugina, Berenguela di Castiglia (1280-1246) (D. Afonso....fizo caballiìero el Rey D. Alfonso de Leon,è casol con so fija Doña Berenguela), che secondo la cronaca di Alberico delle Tre Fontane, era la figlia primogenita del re di Castiglia, Alfonso VIII e di Eleonora Plantageneta, e, ancora secondo le cronache di Alberico, dapprima il matrimonio fu accettato da parte della chiesa; poi in seguito, il neoeletto papa Innocenzo III fece pressione affinché il matrimonio fosse annullato e non avendo ottenuto alcun risultato, scagliò l'interdetto sui regni di León e Castiglia, minacciando di dichiarare illegittimi i cinque figli nati dalla coppia, come riporta il medievalista Britannico Ernest Fraser Jacob, e nel 1204 il matrimonio venne annullato per consanguineità.
Nel 1209, suo nonno, Sancho I, redasse un testamento in cui dichiarò suo successore il figlio, Alfonso e stabilì lasciti per tutti gli altri figli, legittimi ed illegittimi, tra cui sua madre, Teresa (Reginæ Donnæ Tharasiæ) e i nipoti, tra cui Sancha (Reginæ Donnæ Sanciæ) e Dolce (Infanti Donnæ Dulciæ nepti meæ).
Nel 1214 morì il fratello Ferdinando, erede al trono di León, come riportano gli Anales Toledanos (Muriò el Infant, fillo del Rey de Leon, lunes en Agosto Era MCCLII), per cui divenne erede il fratellastro, Ferdinando.
Nello stesso anno, il fratello di Berenguela, Enrico I di Castiglia, di circa dieci anni, era subentrato al padre Alfonso VIII di Castiglia sul trono di Castiglia e la reggenza fu affidata prima alla madre Eleonora d'Inghilterra poi, dopo la morte di quest'ultima alla sorella, Berenguela di Castiglia, come riporta lo storico Rafael Altamira.

Si aprì allora un periodo turbolento di scontri tra la reggente, Berenguela e Álvaro Núñez de Lara, della potente famiglia dei Lara, appoggiato dalla nobiltà e sostenuto dai cavalieri dell'Ordine di San Giacomo e dall'alto clero, che ebbe il sopravvento e governò in quegli anni come reggente, come riportano sia il Diccionario biográfico español, Real Academia de la Historia, che La web de las biografias.
Álvaro Nuñez de Lara, nel 1216, aveva concordato con Alfonso IX il matrimonio di Enrico I con sua sorella, Sancha.

Nel 1217, però Enrico I morì casualmente (giocando in un cortile fu colpito da una tegola caduta dal tetto), ed il matrimonio non poté essere celebrato.
Nel 1217, però Enrico I morì casualmente (giocando in un cortile fu colpito da una tegola caduta dal tetto), ed il matrimonio non poté essere celebrato.

La sua matrigna, Berenguela di Castiglia, succedette ad Enrico I sul trono di Castiglia, ma abdicò immediatamente a favore di suo figlio, Ferdinando che, contro la volontà del padre, Alfonso IX, lasciata la corte di León, divenne così il nuovo re di Castiglia come Ferdinando III.

 Però Alfonso IX, che ambiva alla corona di Castiglia, perché nipote di Alfonso VII di León, che era re sia di León che di Castiglia, si proclamò re di Castiglia, come Alfonso IX, per diritto di marito e di padre, appoggiato dalla famiglia Lara e dagli altri nobili castigliani che avevano governato per conto di Enrico I di Castiglia, e dichiarò guerra al figlio. Non essendo riuscito a conquistare la Castiglia, fu costretto a patteggiare una tregua con l'ex moglie Berenguela, dove si impegnò a non portare più guerra alla Castiglia e nel contempo diseredò il figlio Ferdinando della corona del León, a favore di Dolce e sua sorella, Sancha.
Nel 1230, alla morte del padre, ereditò il regno di León, con la sorella Sancha. La nobiltà appoggiò l'insediamento delle due sorelle, mentre il clero e l'aristocrazia erano contrari, avrebbero preferito che i regni di León e di Castiglia fossero riunificati sotto lo scettro del loro fratellastro, il re Ferdinando III di Castiglia.

Furono intavolate delle trattative che, condotte dalle due ex mogli di Alfonso VIII di León, Berenguela di Castiglia, madre di Ferdinando e Teresa, madre di Sancha e di Dolce, che a nome dei rispettivi figli, a Benavente, l'11 dicembre del 1230, firmarono il Tratado de las Tercerías, dove dietro un cospicuo indennizzo la due regine abdicarono a favore del fratellastro, che poté finalmente riunire sotto un'unica corona i regni di León e di Castiglia.
Dopo aver abdicato Dolce si ritirò nel monastero di San Mamede, a Lorvão, (Penacova), raggiungendo la madre Teresa.
Nel 1237 ricevette dal fratellastro la signoria di Valdeorras, in Galizia.
Il cronista, Rodrigo Jiménez de Rada, nel suo De Rebus Hispaniæ la elenca tra i figli di Alfonso IX e Teresa del Portogallo chiamandola Dulce, che al tempo in cui la cronaca veniva scritta, lei era ancora in vita, ma non maritata, per cui, Dolce morì dopo il 1243, nel 1245, secondo alcuni a Lorvão e fu tumulata nella chiesa del convento a Lorvão (Penacova).

Secondo altri, invece Dolce morì nel monastero di Villabuena del Bierzo (vicino a Villafranca del Bierzo) e fu tumulata a Zamora.

## Figli
Dolce non ebbe discendenza.

## Ascendenza
|                         |                          |                                      | Genitori                                 |  |  | Nonni |  |  | Bisnonni                 |  |  | Trisnonni            |  |
|                         |                          |                                      |                                          |  |  |       |  |  | Alfonso VII di Castiglia |  |  | Raimondo di Borgogna |  |
|                         |                          |                                      |                                          |  |  |       |  |  | Alfonso VII di Castiglia |  |  | Raimondo di Borgogna |  |
|                         |                          | Urraca I di León                     |                                          |  |  |       |  |  | Alfonso VII di Castiglia |  |  |                      |  |
| Ferdinando II di León   |                          |                                      |                                          |  |  |       |  |  | Alfonso VII di Castiglia |  |  |                      |  |
|                         |                          | Berengaria di Barcellona             | Raimondo Berengario III di Barcellona    |  |  |       |  |  |                          |  |  |                      |  |
|                         |                          | Berengaria di Barcellona             | Raimondo Berengario III di Barcellona    |  |  |       |  |  |                          |  |  |                      |  |
|                         |                          | Berengaria di Barcellona             | Dolce I di Provenza                      |  |  |       |  |  |                          |  |  |                      |  |
| Alfonso IX di León      |                          | Berengaria di Barcellona             |                                          |  |  |       |  |  |                          |  |  |                      |  |
|                         |                          | Alfonso I del Portogallo             | Enrico di Borgogna, conte del Portogallo |  |  |       |  |  |                          |  |  |                      |  |
|                         |                          | Alfonso I del Portogallo             | Enrico di Borgogna, conte del Portogallo |  |  |       |  |  |                          |  |  |                      |  |
|                         |                          | Alfonso I del Portogallo             | Teresa di León                           |  |  |       |  |  |                          |  |  |                      |  |
| Urraca del Portogallo   |                          | Alfonso I del Portogallo             |                                          |  |  |       |  |  |                          |  |  |                      |  |
|                         |                          | Mafalda di Savoia                    | Amedeo III di Savoia                     |  |  |       |  |  |                          |  |  |                      |  |
|                         |                          | Mafalda di Savoia                    | Amedeo III di Savoia                     |  |  |       |  |  |                          |  |  |                      |  |
|                         |                          | Mafalda di Savoia                    | Matilde d'Albon                          |  |  |       |  |  |                          |  |  |                      |  |
| Dolce I di León         |                          | Mafalda di Savoia                    |                                          |  |  |       |  |  |                          |  |  |                      |  |
|                         | Alfonso I del Portogallo | Enrico del Portogallo                |                                          |  |  |       |  |  |                          |  |  |                      |  |
|                         | Alfonso I del Portogallo | Enrico del Portogallo                |                                          |  |  |       |  |  |                          |  |  |                      |  |
|                         | Alfonso I del Portogallo | Teresa di León                       |                                          |  |  |       |  |  |                          |  |  |                      |  |
| Sancho I del Portogallo | Alfonso I del Portogallo |                                      |                                          |  |  |       |  |  |                          |  |  |                      |  |
|                         |                          | Mafalda di Savoia                    | Amedeo II di Savoia                      |  |  |       |  |  |                          |  |  |                      |  |
|                         |                          | Mafalda di Savoia                    | Amedeo II di Savoia                      |  |  |       |  |  |                          |  |  |                      |  |
|                         |                          | Mafalda di Savoia                    | Adelaide                                 |  |  |       |  |  |                          |  |  |                      |  |
| Teresa del Portogallo   |                          | Mafalda di Savoia                    |                                          |  |  |       |  |  |                          |  |  |                      |  |
|                         |                          | Raimondo Berengario IV di Barcellona | Raimondo Berengario III di Barcellona    |  |  |       |  |  |                          |  |  |                      |  |
|                         |                          | Raimondo Berengario IV di Barcellona | Raimondo Berengario III di Barcellona    |  |  |       |  |  |                          |  |  |                      |  |
|                         |                          | Raimondo Berengario IV di Barcellona | Dolce I di Provenza                      |  |  |       |  |  |                          |  |  |                      |  |
| Dolce di Barcellona     |                          | Raimondo Berengario IV di Barcellona |                                          |  |  |       |  |  |                          |  |  |                      |  |
|                         |                          | Petronilla d'Aragona                 | Ramiro II d'Aragona                      |  |  |       |  |  |                          |  |  |                      |  |
|                         |                          | Petronilla d'Aragona                 | Ramiro II d'Aragona                      |  |  |       |  |  |                          |  |  |                      |  |
|                         |                          | Petronilla d'Aragona                 | Agnese d'Aquitania                       |  |  |       |  |  |                          |  |  |                      |  |
|                         |                          | Petronilla d'Aragona                 |                                          |  |  |       |  |  |                          |  |  |                      |  |

### Fonti primarie
- (LA)  Provas da Historia Genealogica da Casa Real Portugueza (Lisbon), Tomo I.
- (LA)  Recueil des historiens des Gaules et de la France. Tome 12.
- (LA)  Monumenta Germaniae Historica, Scriptores, tomus XXIII.
- (LA)  (ES)  #ES España sagrada, Volume 23.
- (ES)  Corónicas" Navarras.

### Letteratura storiografica
- (EN)  The early history of the house of Savoy (1000-1233)
- (PT)  Nobiliario del Conde de Barcelos Don Pedro, Hijo del Rey Don Dionisio.
- Rafael Altamira, "La Spagna (1031-1248)", in Storia del mondo medievale, vol. V, 1999, pp. 865–896
- Edgar Prestage, Il Portogallo nel medioevo, in <<Storia del mondo medievale>>, vol. VII, 1999, pp. 576–610
- E.F. Jacob, Innocenzo III, in «Storia del mondo medievale», vol. V, 1999, pp. 5–53.